# Cekov
Cekov är en ort i Tjeckien.   Den ligger i regionen Plzeň, i den centrala delen av landet, 60 km sydväst om huvudstaden Prag. Cekov ligger 465 meter över havet och antalet invånare är 118.
Terrängen runt Cekov är kuperad åt nordost, men åt sydväst är den platt. Trakten runt Cekov är nära nog obefolkad, med mindre än två invånare per kvadratkilometer. Närmaste större samhälle är Rokycany, 15,0 km sydväst om Cekov. I omgivningarna runt Cekov växer i huvudsak blandskog.